# OpenGameArt.org
Open Game Art est un répertoire de médias destiné à être utilisé pour des projets de jeux vidéos open source, offrant des ressources libres.
Son but est de permettre à des développeurs de remplacer aisément du resources par du contenu libre de haute-qualité,. Le site accepte à la fois le contenu 2D et 3D ainsi que des effets sonores et de la musique, contrairement à d'autres projets similaires tels que ccMixter et The Freesound Project, qui ne traitent que de samples.

## Licences
Tout le contenu présent sur Open Game Art est sous une licence libre. Le site refuse tout contenu sous une licence ayant des clauses interdisant la réutilisation commerciale ou le remix (comme les clauses NC ou ND de la licence Creative Commons), étant donné qu'elles sont perçues comme restrictives pour les utilisateurs, rendant ainsi le contenu non-libre.
Les licences présentement valides sont: les licences Creative Commons « CC BY-SA 3.0 » et « CC BY 3.0 », la licence « OGA-BY 3.0 », basée sur « CC BY 3.0 » mais sans les limitations techniques (par exemple, les restrictions anti-DRM), les licences GNU « GPLv2/GPLv3/LGPLv2/LGPLv3 » et la licence « CC0 ». Cette dernière est équivalente à distribuer du contenu dans le domaine public et à renoncer à autant de droits que possible. Le contenu placé sous une licence hautement permissive comme les licences WTFPL, devrait être re-licencié sous CC0 avant d'être téléversé. Le site permet également le co-licenciement, soit téléverser des modules sous plus d'une licence, de manière similaire à Wikimedia Commons.

## Contenu

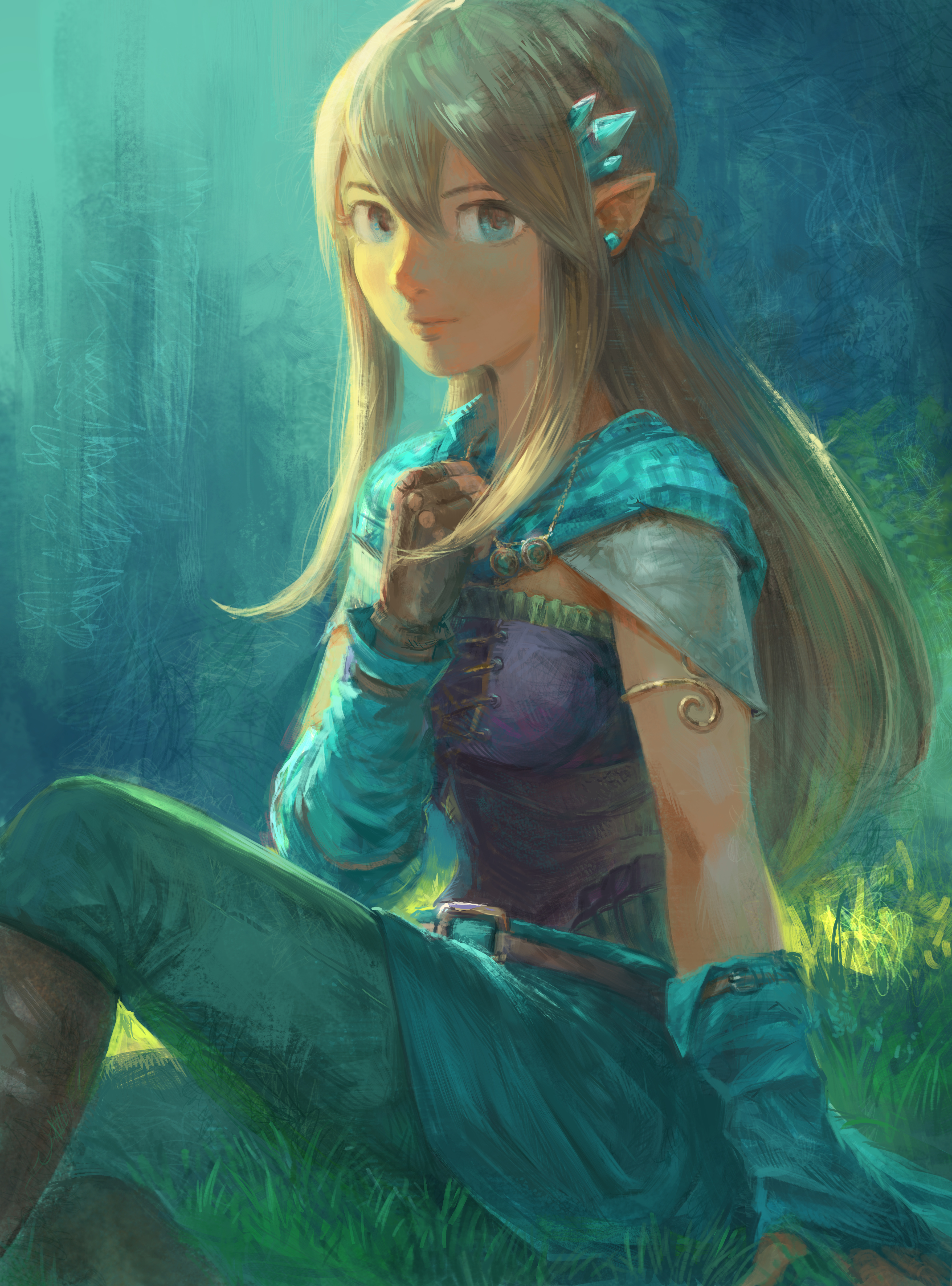
Sara est la mascotte d'Open Game Art. Cette interprétation du personnage a été créée par David Revoy.

Étant un répertoire de contenu libre, la plupart du contenu du site est créé via l'utilisation de logiciels libres tels que GIMP, Inkscape, et en particulier, Blender.
Des artistes ayant travaillé sur des projets tels que Warzone 2100, La Bataille pour Wesnoth et Frogatto, parmi d'autres, ont contribué à des ressources.
Le site a également une section pour les articles et les tutoriels, ainsi qu'un forum de discussion pour ses utilisateurs.

## Opération
Les coûts d'hébergement sont présentement payés par l'opérateur du site. Les dons sont acceptés via un compte PayPal, et sont entièrement utilisés pour commander des nouvelles œuvres, ce qui permet aux utilisateurs de faire des demandes dépendant du type d'art voulu.
De juin à juillet 2009, un concours de pixel art fut mis en place pour créer des vêtements, des cheveux et des accessoires pour une paire de sprites humanoïdes qui ont été commandés exclusivement pour Open Game Art. Ce concours évolua de manière substantielle vers le Liberated Pixel Cup (LPC), un projet pour créer un ensemble unifié d'art Creative Commons.
Pour stimuler la création de nouvelles contributions artistiques, le site héberge également une compétition hebdomadaire informelle intitulée Friday Challenge, où un thème artistique sera annoncé un vendredi, et où les soumissions seront évalués d'ici là jusqu'à ce qu'un gagnant soit choisi neuf jours plus tard.
OpenGameArt.org est aussi affilié à des sites connexes tels que Libregamewiki, une base de données de jeux purement libres, le blogue Free Gamer, et les forumsFreeGameDev,,.